# Ingemar Walder
Ingemar Walder (ur. 5 czerwca 1978 w Sillian) – austriacki snowboardzista, specjalizujący się w slalomie równoległym. Jego najlepszym wynikiem olimpijskim jest 29. miejsce w gigancie równoległym na igrzyskach olimpijskich w Vancouver. Jego najlepszym wynikiem na mistrzostwach świata w snowboardzie jest 22. miejsce w slalomie równoległym na mistrzostwach w Gangwon. Najlepsze wyniki w Pucharze Świata w snowboardzie osiągnął w sezonie 2011/2012, kiedy to zajął 17. miejsce w klasyfikacji generalnej, a w klasyfikacji PAR był 14.

## Sukcesy

### Igrzyska olimpijskie
| Miejsce | Dzień     | Rok  | Miejscowość | Konkurencja       | Zwycięzca          |
| ------- | --------- | ---- | ----------- | ----------------- | ------------------ |
| 29.     | 27 lutego | 2010 | Vancouver   | Gigant równoległy | Jasey-Jay Anderson |

### Mistrzostwa Świata
| Miejsce | Dzień       | Rok  | Miejscowość          | Konkurencja       | Zwycięzca           |
| ------- | ----------- | ---- | -------------------- | ----------------- | ------------------- |
| 40.     | 28 stycznia | 2001 | Madonna di Campiglio | Snowboardcross    | Guillaume Nantermod |
| 22.     | 21 stycznia | 2009 | Gangwon              | Slalom równoległy | Benjamin Karl       |
| 11.     | 27 stycznia | 2013 | Stoneham             | Slalom równoległy | Rok Marguč          |

### Puchar Świata

#### Miejsca w klasyfikacji generalnej
- 1998/1999 – 127.
- 1999/2000 – 127.
- 2000/2001 – –
- 2001/2002 – 45.
- 2002/2003 – 21.
- 2003/2004 – –
- 2004/2005 – –
- 2005/2006 – 99.
- 2006/2007 – 141.
- 2007/2008 – 78.
- 2008/2009 – 59.
- 2009/2010 – 50.
- 2010/2011 – 35.
- 2011/2012 – 17.
- 2012/2013 –

#### Miejsca na podium w zawodach
1. Valmalenco – 17 marca 2012 (gigant równoległy) – 3. miejsce
2. Soczi – 14 lutego 2013 (gigant równoległy) – 2. miejsce